# Alaminos (Pangasinan)
Alaminos (offiziell: City of Alaminos; Filipino: Lungsod ng Alaminos) ist eine Stadt in der philippinischen Provinz Pangasinan.
Touristischer Anziehungspunkt ist der Hundred-Islands-Nationalpark im Golf von Lingayen. Nachbargemeinden sind im Norden Bani, im Süden Mabini und Sual. In der Gemeinde befindet sich ein Campus der Pangasinan State University.
Seit dem Jahr 2004 ist Hernani Braganza Bürgermeister der Stadt.
Alaminos ist aufgeteilt in folgende 39 Baranggays:
| - Alos - Amandiego - Amangbangan - Balangobong - Balayang - Bisocol - Bolaney - Baleyadaan - Bued - Cabatuan - Cayucay - Dulacac - Inerangan | - Landoc - Linmansangan - Lucap - Maawi - Macatiw - Magsaysay - Mona - Palamis - Pandan - Pangapisan - Poblacion - Pocalpocal - Pogo | - Polo - Quibuar - Sabangan - San Antonio - San Jose - San Roque - San Vicente - Santa Maria - Tanaytay - Tangcarang - Tawintawin - Telbang - Victoria |

|  |  |